# Дитрих I фон Марк
Дитрих I фон Марк (на немски: Dietrich von der Mark; * 1336; † 25 май 1406) от Дом Ламарк е администратор на Оснабрюк, отказва се от избора за епископ на Лиеж, граф на Марк-Динслакен-Дуизбург (1377-1406).
Той е третият син на граф Адолф II фон Марк († 1347) и втората му съпруга Маргарета фон Клеве (1310–1348), наследничка на графство Клеве, дъщеря на граф Дитрих VII/IX фон Клеве († 1347). Чичо му Енгелберт III фон Марк е от 1364 до 1368 г. архиепископ на Кьолн. Брат е на Енгелберт III (1330–1391), от 1346 г. граф на Марк, Адолф III (I) (1334–1394), архиепископ на Кьолн (1363-1364), граф на Клеве и граф на Марк, и на Еберхард (1341– сл. 1360), свещеник в Мюнстер.
От 1353 до 1357 г. следва в Монпелие. От 1354 г. той каноник в Лиеж и от 1355 г. във Вормс. През 1361 г. става администратор на Оснабрюк. Между 1364 и 1371 г. е домхер в Трир и Кьолн. Отказва се и става господар на Динслакен. През 1389 г. е избран за епископ на Лиеж, но не приема избора.
Погребан е в доминиканската църква на Везел. Не трябва да се бърка с племенника му Дитрих II фон Марк.